# Lan Ying
Lan Ying (藍瑛; 1585–1664) was een Chinees kunstschilder uit de Ming-periode. Zijn omgangsnaam was Tianshu (田叔) en zijn artistieke namen Xihu Waishi (西湖 外史), Diesou (蜨叟) en Shi Toutuo (石頭陀).
Lan werd geboren in Qiantang, het huidige Hangzhou in de provincie Zhejiang. Hier bracht hij het grootste deel van zijn beginperiode door. Zijn artistieke naam uit deze periode was 'Xihu Waishi', wat 'Officieuze geschiedschrijver van het Westelijke Meer' betekent. Deze naam verwijst naar het beroemde meer in Lans woonplaats.
Lan schilderde shan shui-landschappen, menselijke afbeeldingen en vogel- en bloemschilderingen. Veel Chinese kunstcritici beschouwen hem als de laatste van de professionele schilders uit de Zhe-school, dat tweehonderd jaar eerder begon met de schilderkunst van Dai Jin (1388-1462). De sierlijke schilderkunst van Lan vertoont echter een breed palet aan stijlen. Zo liet hij zich ook inspireren door de literati-schilderkunst van meesters uit de Wu-school, zoals Shen Zhou (1427–1509). Ook bestudeerde hij de werken van Yuan-meesters als Huang Gongwang (1269–1354) en Wu Zhen (1280–1354).

## Afbeeldingen
Onderstaande hangende rollen zijn uitgevoerd met gewassen inkt en kleur op zijde

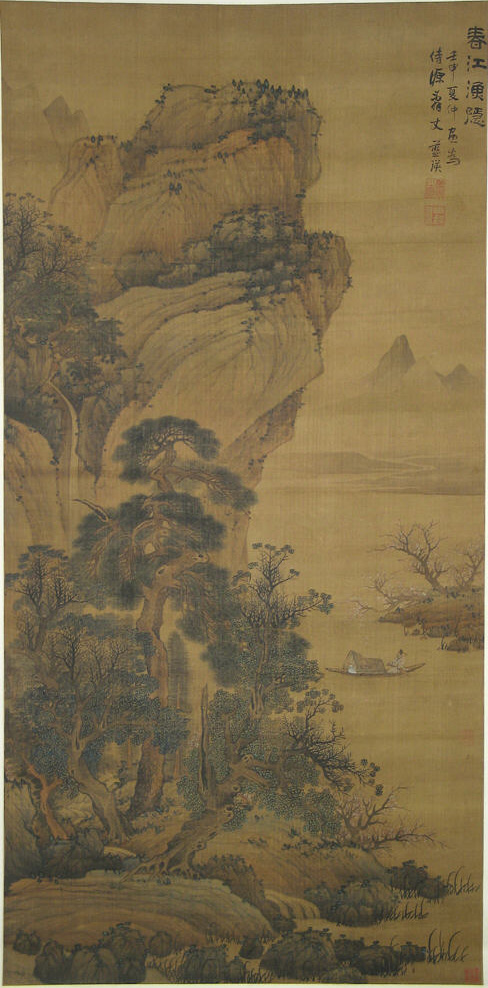
Vissende kluizenaar op een rivier in de lente (1632)
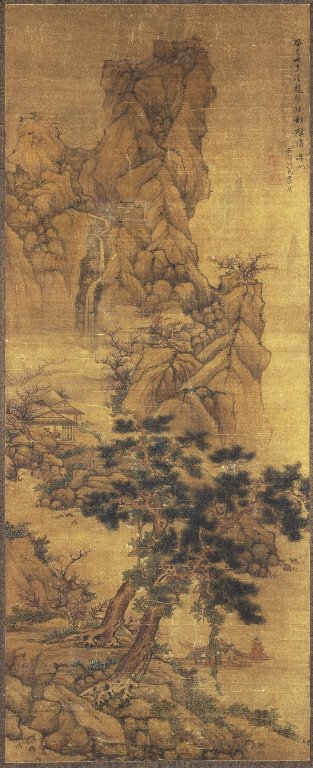
Landschap (1653)
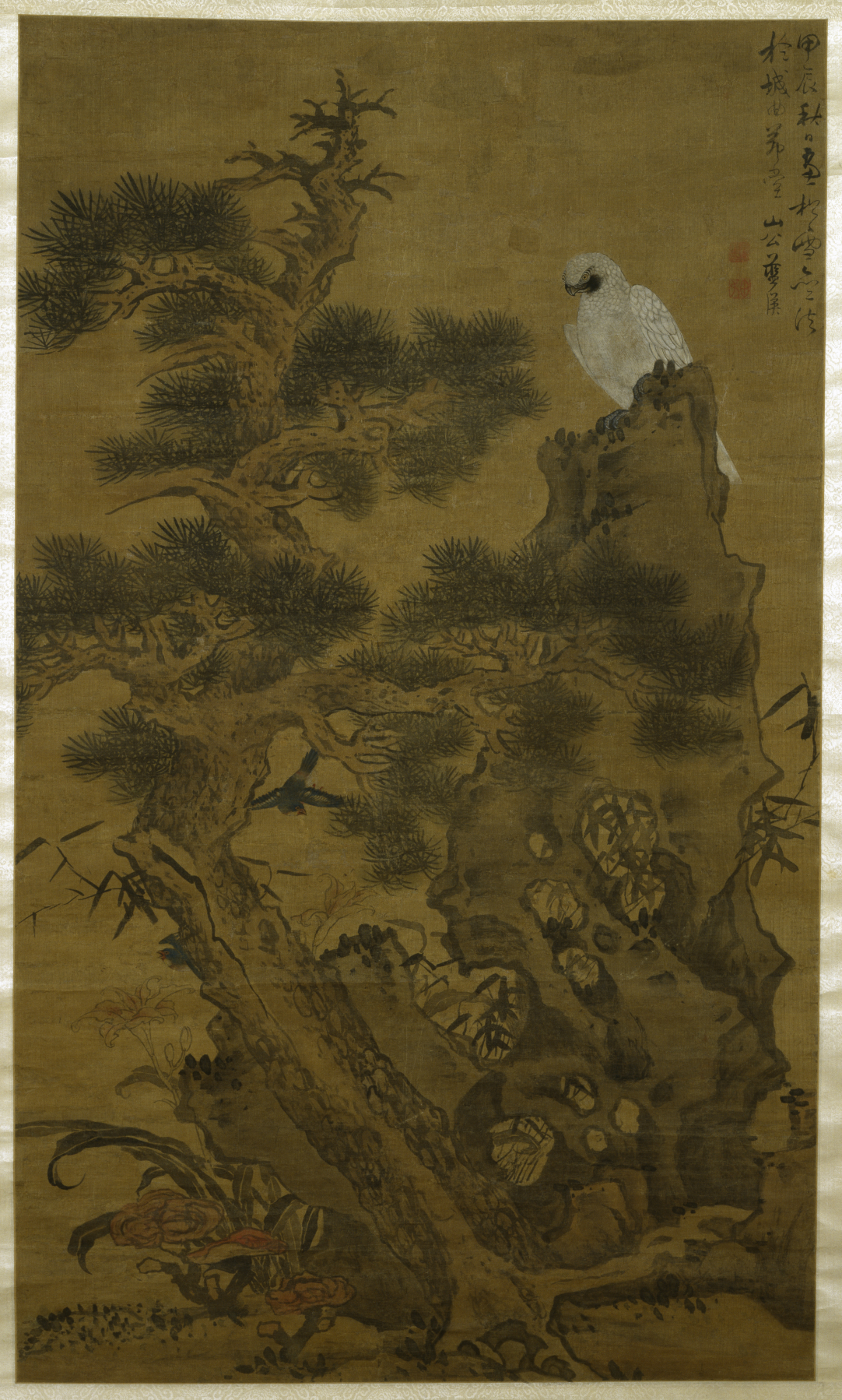
Dennenboom, witte havik en rots (1664)
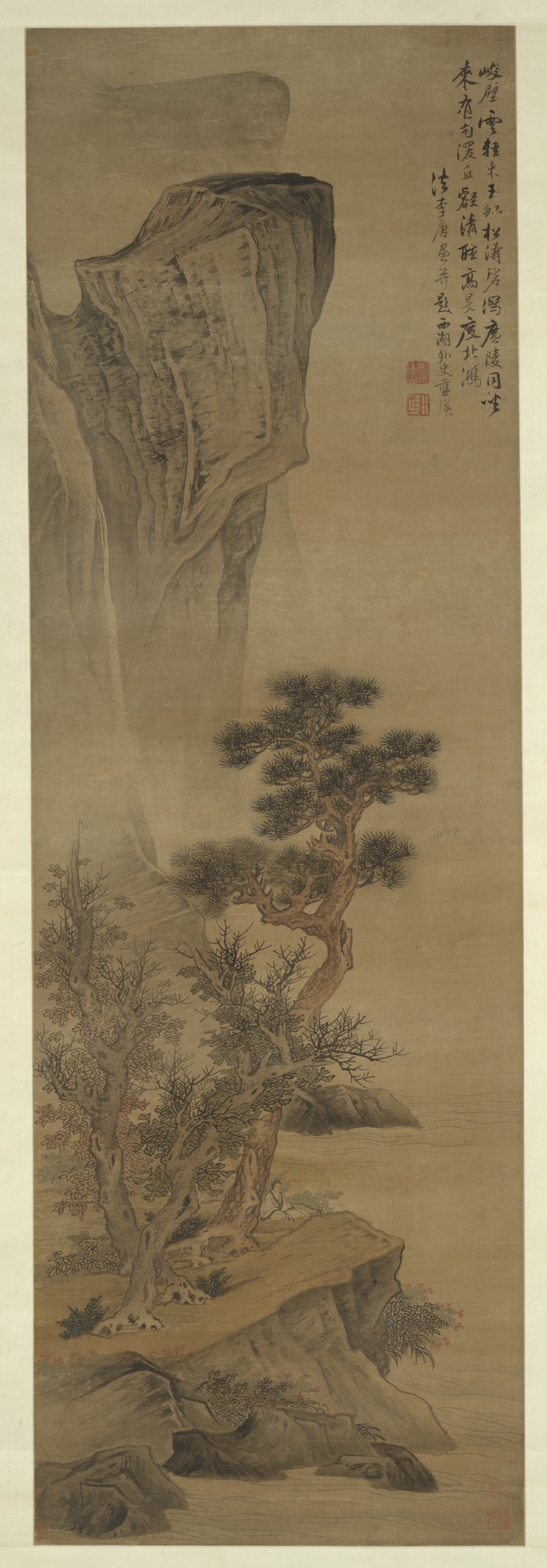
Landschap in de stijl van Li Tang (?)

- Gemeinsame Normdatei: 142765546
- International Standard Name Identifier: 0000 0001 0718 8139
- Library of Congress Control Number: n81095940
- National Gallery of Victoria: 7400
- Nationale bibliotheek van Australië: 36606418
- SNAC: w6q36f01
- Système universitaire de documentation: 122885252
- Union List of Artist Names: 500321069
- Virtual International Authority File: 72719044